# ヴァンドーム
ヴァンドーム（Vendôme）は、フランスのサントル＝ヴァル・ド・ロワール地域圏、ロワール＝エ＝シェール県のコミューン。

## 地理
ロワール川に面するヴァンドームは、フランス国鉄の路線が通過する。TGVを利用すれば、パリから約42分の距離である（ヴァンドーム＝ヴィリエ＝シュル＝ロワール＝TGV駅）。

## 歴史

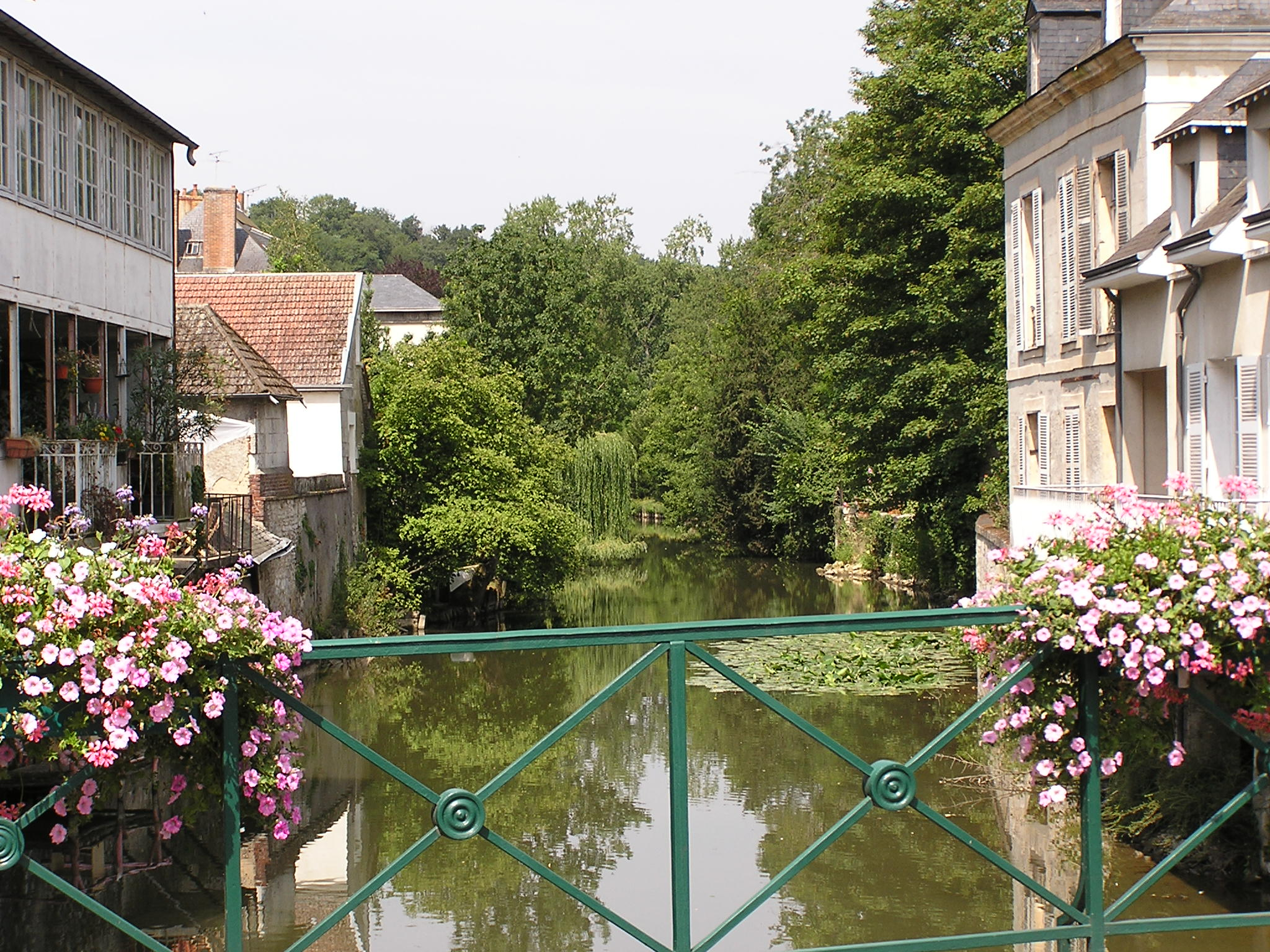
ロワール川

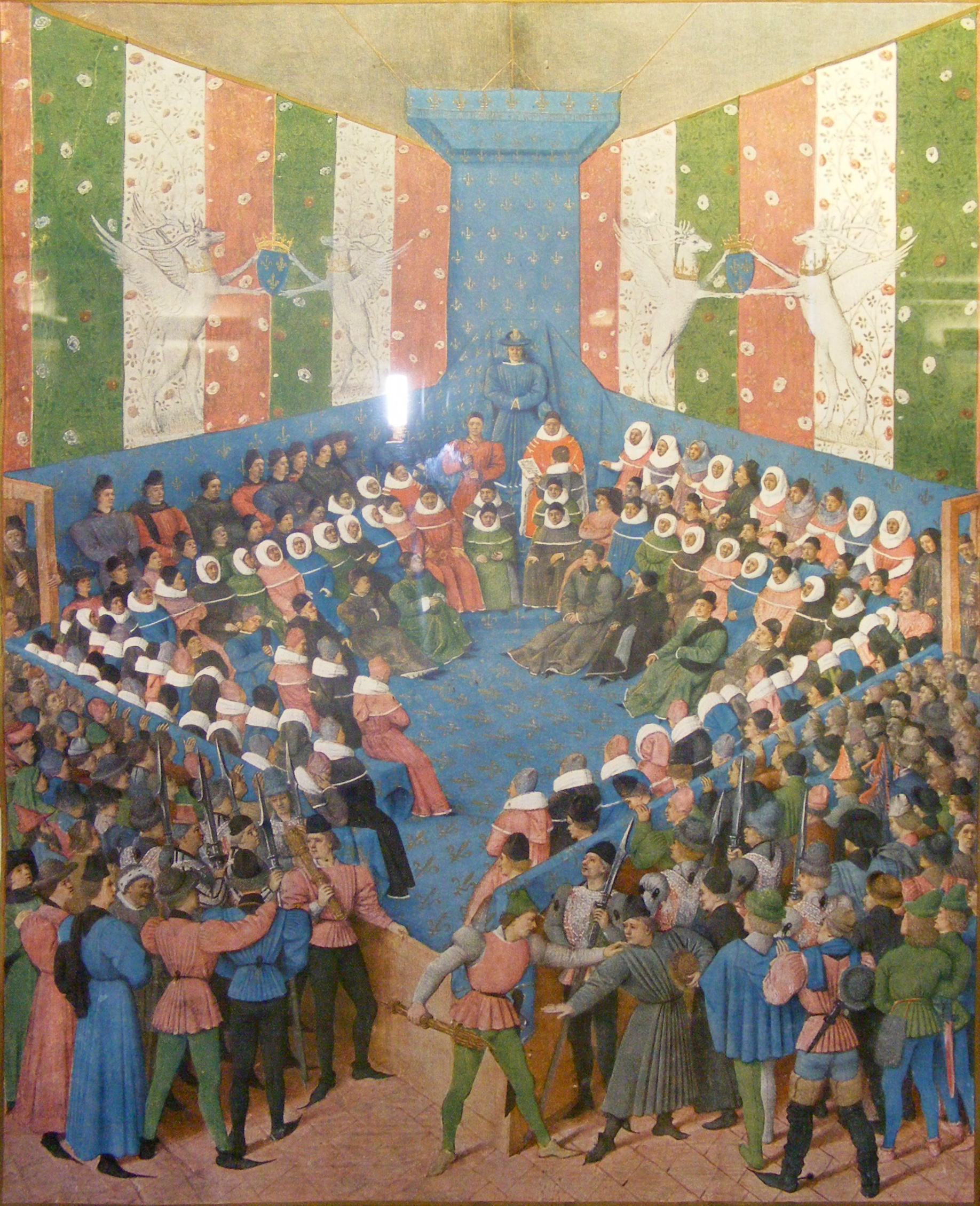
ヴァンドームにおける親裁座

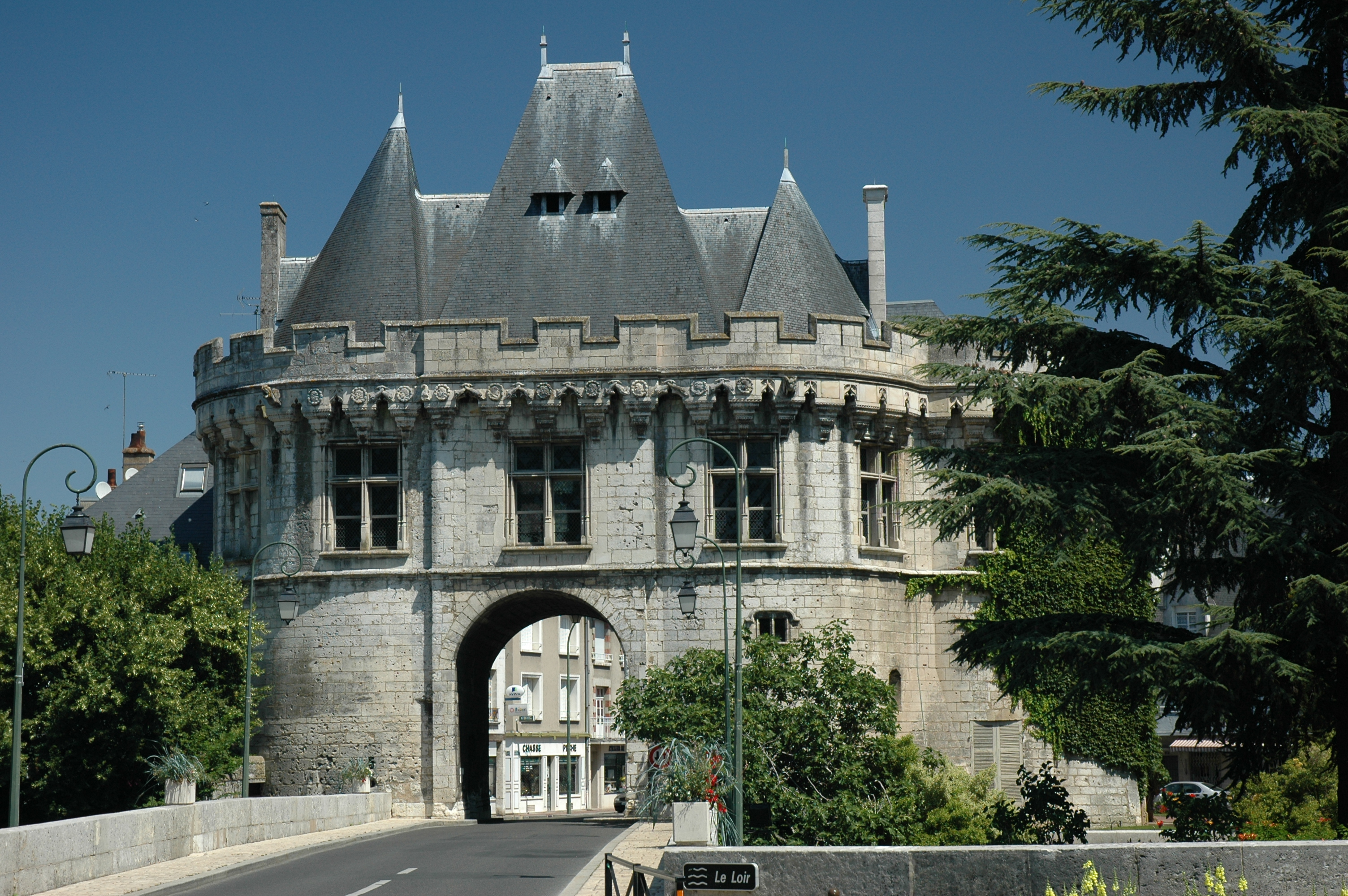
サン＝ジョルジュ門

ヴァンドームは、9世紀に成立したヴァンドーム伯領の本拠地であった（ヴァンドーム伯は16世紀に公爵位に昇格）。14世紀後半からアンリ4世（ヴァンドーム公でもあった）の即位まで、ヴァンドーム伯領はフランス王家ブルボン家の分枝であるブルボン＝ヴァンドーム家に属していた。

### 先史時代
ロワール川は、人の定住地をいくつかの箇所に分断させていた。住民は左岸の丘陵地帯に横穴を掘って洞窟住居に暮らしていた。しかし、ヴァンドーム最古の定住地の形態について知らせる情報はわずかである。ヴァンドームについて初めて言及されたのは、587年のアンドロ条約（fr、ブルグント王グントラムとアウストラシア王キルデベルト2世が締結）の際である（« ...cum castellis Duno vel Vindocino... »）。

### 11世紀
コミューン南部にある岩の突端の上に、ヴァンドーム城の原型が建てられた。これはおそらく、ローマ時代のカストゥルムの後にガリアのオッピドゥムが続いてつくられた場所だろう。1032年にトリニテ修道院がつくられ、最初のサン＝マルタン教会が最初の定住地周辺につくられた。
1032年、アンジュー伯フルク3世の子ジョフロワ・マルテルが即位し、ヴァンドーム伯領にアンジュー家の政治的影響が及び始めた。12世紀半ばには、町はイングランド王兼アンジュー伯ヘンリー2世からフランス王フィリップ2世の手に渡った。14世紀の間は絶え間ない戦争の争点となり、ヴァンドーム伯とブロワ伯はそれぞれの領土の境界を定めた。
ヴァンドームは、フランス貴族の2か月間の裁判の過程で、国の歴史の一部となった。1458年、ヴァンドーム城にてシャルル7世が親裁座を立ち上げた。アランソン公ジャン2世はイングランドとの陰謀罪で有罪となった。この法廷が歓迎される間、ヴァンドーム伯ジャンは王への忠誠心と支持を表した。
1066年、オドリック修道士が初めて枢機卿の位を得た。教皇庁へのこの直接的な修道院の特権的な結びつきは、フランス革命まで続いた。1093年から1132年まで修道院長であったジョフロワは、修道院への影響をはっきりと表した。叙任権闘争への決定的な行動で知られる。ローマ教皇ウルバヌス2世は彼を再任することでこれを許した。この権力は、ヴァンドーム伯との間に定期的に起こる緊張なしにありえなかった。

### 13世紀
要塞化された壁は、二重にロワール川から町を守っていた。天然の溝は航行可能なものではなかった。1227年以降の大建設の伝統は、摂政ブランシュ・ド・カスティーユとルイ9世が、ヴァンドーム伯ジャン4世から助け守るために決定したものだった。ヴァンドームには3つの教区があった。サン＝マルタン、サン＝ビヤンヌーレ、サン＝リュバンが、コミューンの南部郊外にあった。

### 14世紀から16世紀
1371年、ヴァンドーム伯ブシャール7世と娘ジャンヌ・ド・ヴァンドームの死後、2人の妹であるカトリーヌ・ド・ヴァンドームが伯領を継承した。彼女はラ・マルシュ伯ジャン1世・ド・ブルボンの夫人であったため、以後2人の子孫の家名はブルボン＝ヴァンドーム家となった。この家系は1515年から公爵となった。ヴァンドーム伯フランソワの未亡人マリー・ド・リュクサンブールは、半世紀もの間後援家の役割を担った。彼女はサン＝ジャック礼拝堂、サン＝ジョルジュ門、城の参事会管理教会の美化や、サン＝マルタン教会の再建を取り仕切った。
1548年10月、ジャンヌ・ダルブレと第2代ヴァンドーム公アントワーヌが結婚した。カトリックの優勢なヴァンドームに、短期間ユグノーが滞在した。1562年、ユグノーがサン＝ジョルジュ教会を汚し略奪した。1793年には、城の心臓部にあるブルボン＝ヴァンドーム家の真のネクロポリスが略奪に遭い、現在は廃墟となっている。アンリ4世は城の包囲へ向かい、1589年にヴァンドームはカトリック同盟軍に降伏した。
1623年、ヴァンドーム公セザール・ド・ブルボンはオラトリオ会の神学校をつくった。これが現在のリセー・ロンサールである。

### 17世紀
ロワール川の氾濫にさいなまれ、乏しい維持がなされるだけで、防護設備は価値を失った。徐々にヴァンドームの投資は閉鎖された都市の外、河岸へ向かった。南へ向かって城も新たな正門を開いた。そして都市へと直接つながる傾斜した道の建設が始まった。いくつかの宗教的な集会が中心部の囲い地で行われた。

### 18世紀から現代

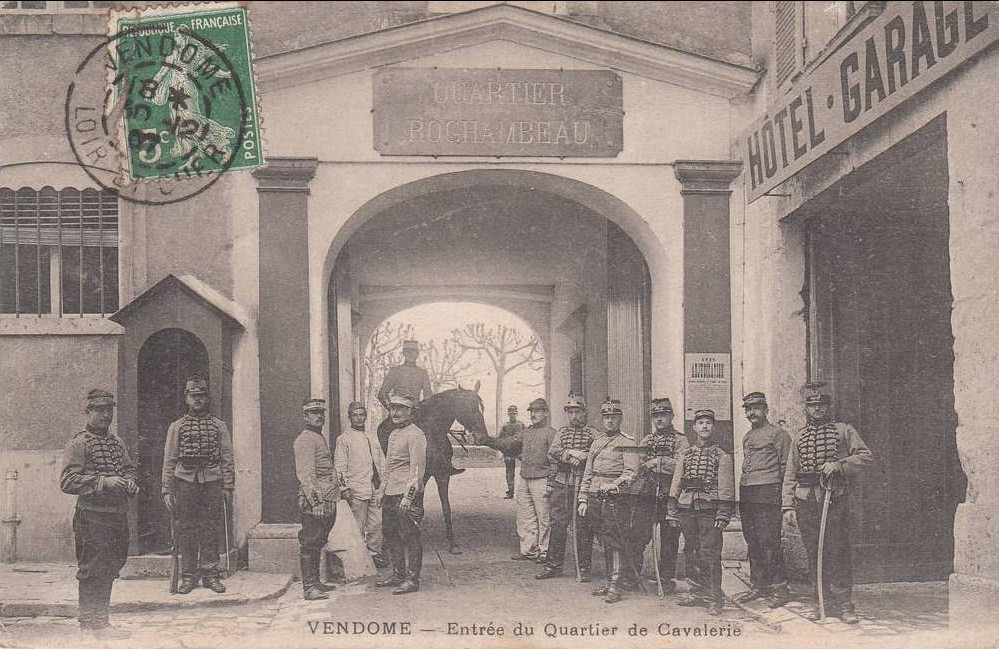
かつてヴァンドームに駐屯していた第20騎兵連隊、1907年

パリから約170km離れた距離のため、革命期に裁判所の静粛さが求められた。ヴァンドームで、グラキュース・バブーフやオーギュスタン・ダルテやその支持者たちの最高裁判所裁判が開かれた。最終的に激しい討論が7か月間も続き、観衆は2人の被告の死刑と支持者大半の国外追放を支持した。
1940年6月15日の空襲では、死者89人、負傷者200人が出た。歴史ある町の中心部は瓦礫と化した。およそ4エーカーが空爆とその後の火災で破壊された。裁判所、知事邸、半木造住宅が消えうせた。この空襲後、コミューンの約1/4が再建の対象になった。

## 出身者
- ジャン＝バティスト・ド・ロシャンボー - 軍人
- アラン・カヴァリエ - 映画監督
- シャルル・ラフォンティーヌ - 興行師
- ムクタル・ディアカビ - サッカー選手
- ノエラ・ポントワ - バレエダンサー

## ギャラリー

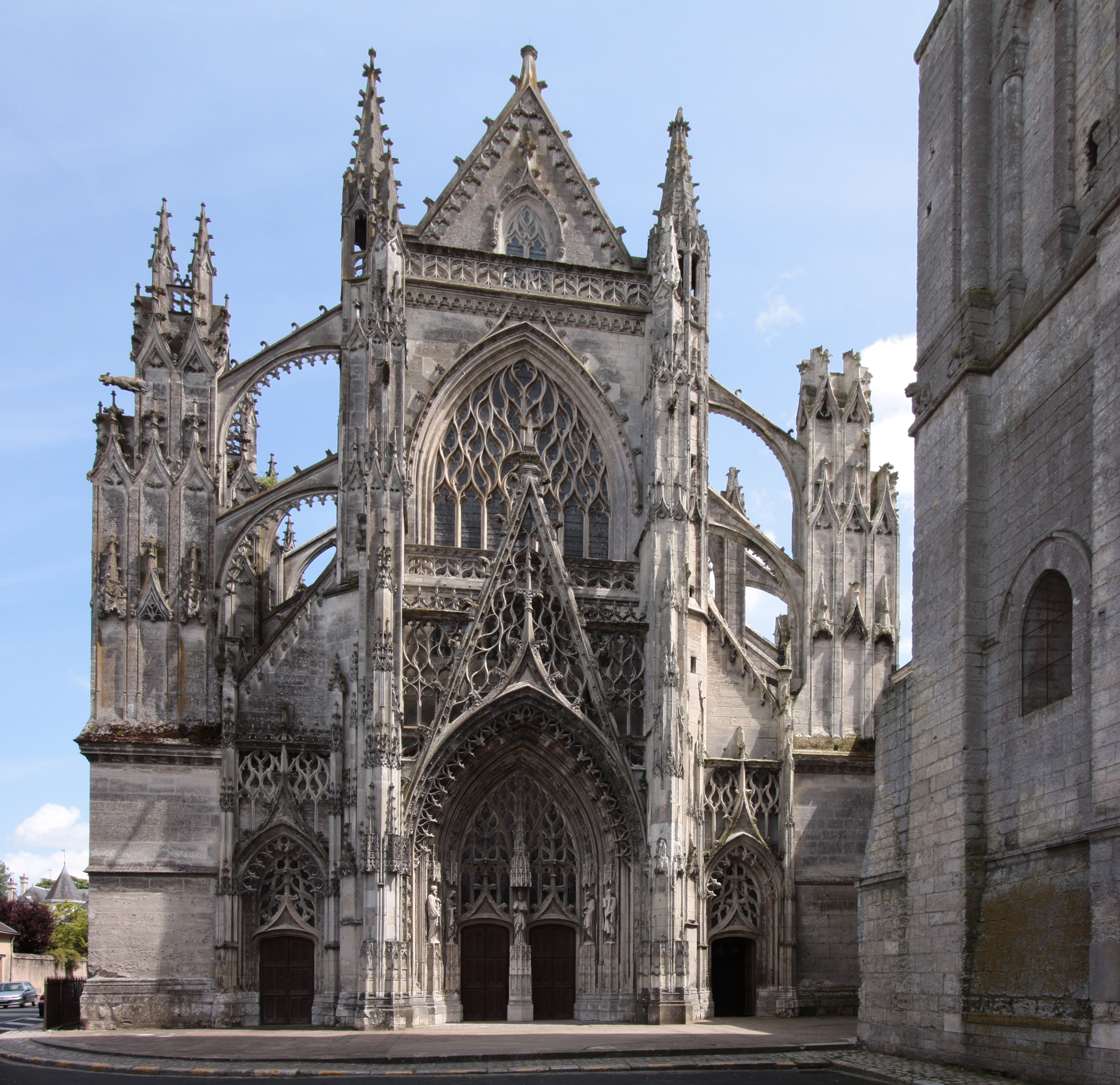
トリニテ修道院
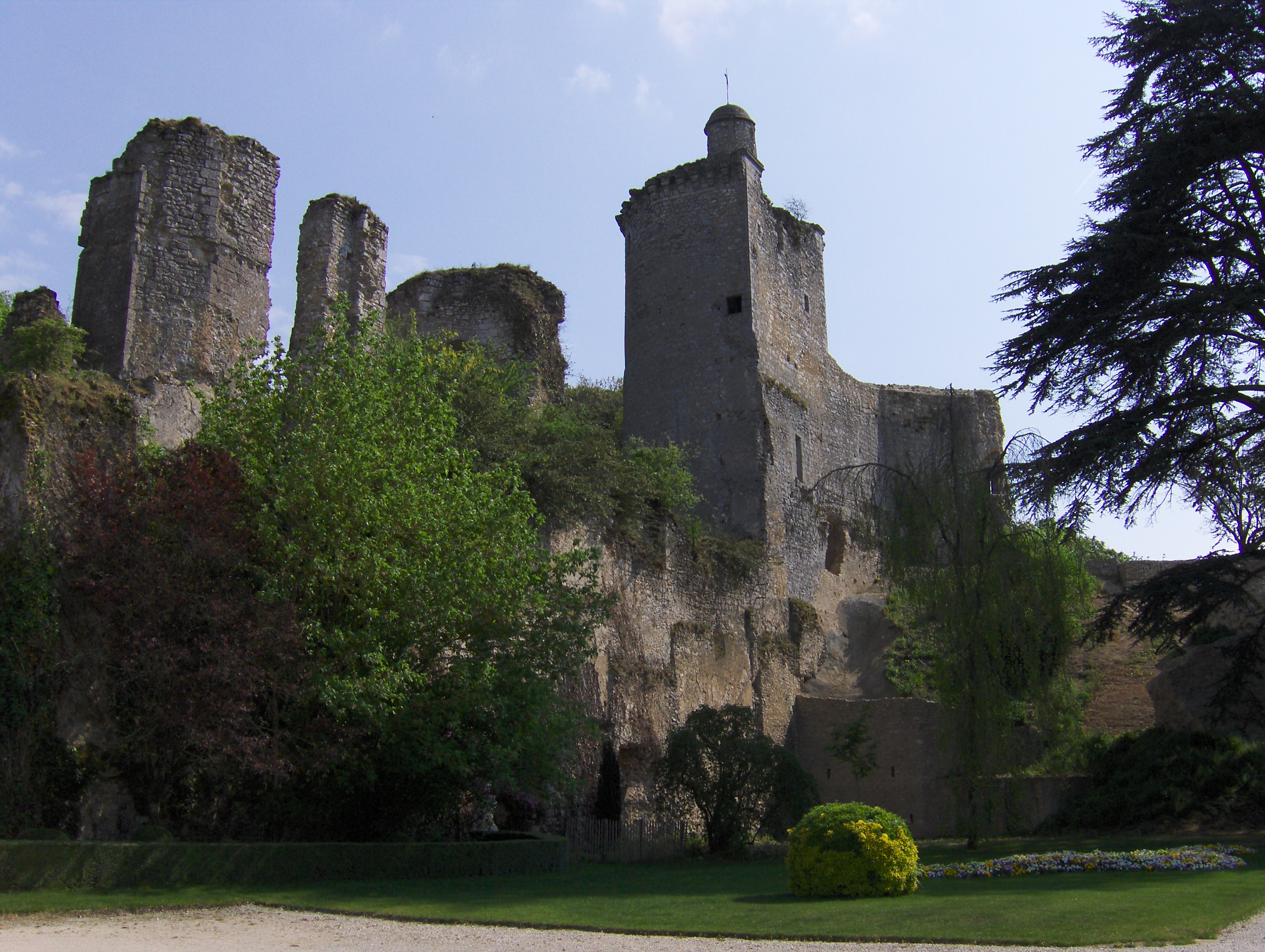
ヴァンドーム城
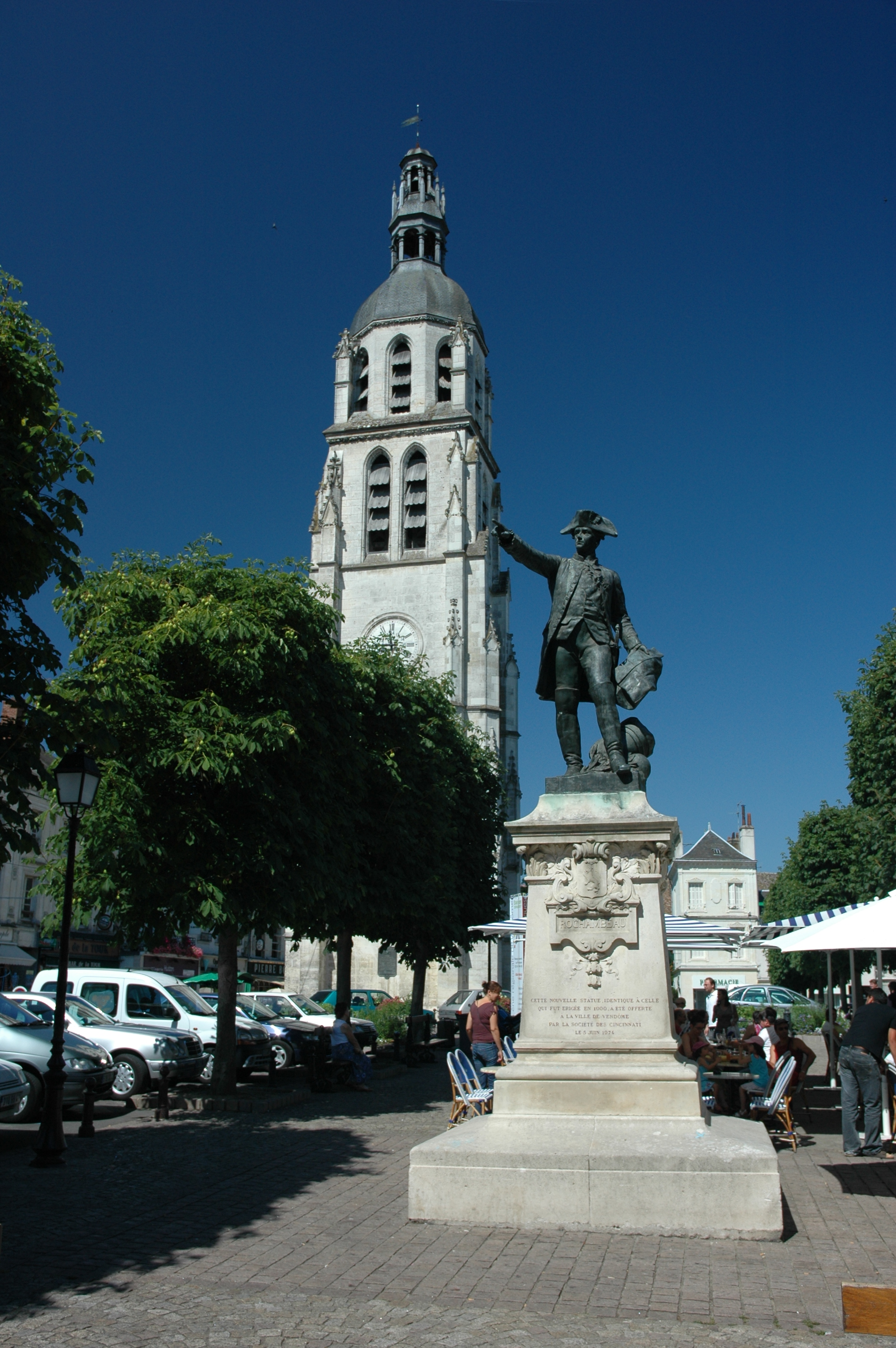
サン＝マルタン塔

## 姉妹都市
- ゲフェルスベルク、ドイツ
- ハンプトン (バージニア州)、アメリカ合衆国